# Quintet
Quintet var en japansk datorspelsutvecklare som grundades 1989.
Quintet utvecklade under 1990-talet spel som Actraiser, Soul Blazer, Illusion of Time, Terranigma och Robotrek. I mars 2008 stängdes företagets webbplats.

## Spel
- Actraiser (SNES, 1990)
- Soul Blazer (SNES, 1991)
- Illusion of Time (SNES, 1992)
- Actraiser 2 (SNES, 1993)
- Robotrek (SNES, 1994)
- Terranigma (SNES, 1995)
- Code R (Sega Saturn, 1998)
- Brightis (PSOne, 1999)